# Harambee
Harambee je svahilský výraz, který znamená „Spojme se“, „Pomáhejme si navzájem“, „Tahejme všichni za jeden provaz“. Podle něj pojmenoval první prezident nezávislé Keni Jomo Kenyatta svoji politickou koncepci spolupráce různých etnik v zemi a hospodářské soběstačnosti. Vycházel ze zavedeného zvyku společné práce a společného vlastnictví v tradičních afrických komunitách. Pod heslem Harambee stát organizoval rozvojové projekty financované převážně z lokálních prostředků získaných veřejnými sbírkami, uspořádanými u příležitosti různých festivalů. V rámci akce bylo vybudováno 200 škol, 40 nemocnic nebo 500 kilometrů silnic.
Slovo Harambee je oficiálním státním mottem Keni a stuha s ním je součástí státního znaku. Keňská fotbalová reprezentace má přezdívku Harambee Stars (Hvězdy Harambee). Sídlo keňského prezidenta v Nairobi má přezdívku Harambee House. Zpěvačka Rita Marley nazvala své album Harambe.
V roce 2001 vystoupil pentekostální kazatel Bonifes Adoyo s tím, že křesťané by neměli výraz harambee používat, protože pochází z hinduistické modlitby Hár Ambé. Tímto sloganem se údajně povzbuzovali při práci indičtí dělníci stavějící ve východní Africe železnice. Ve skutečnosti je však termín odvozen z jazyka domorodého kmene Midžikenda.